# Шелудьковский сельский совет
Шелудьковский сельский совет — входит в состав 
Змиёвского района Харьковской области
Украины.
Административный центр сельского совета находится в 
с. Шелудьковка.

## История
- 1920 — дата образования.

## Населённые пункты совета
- с. Шелудьковка